# Hengstey

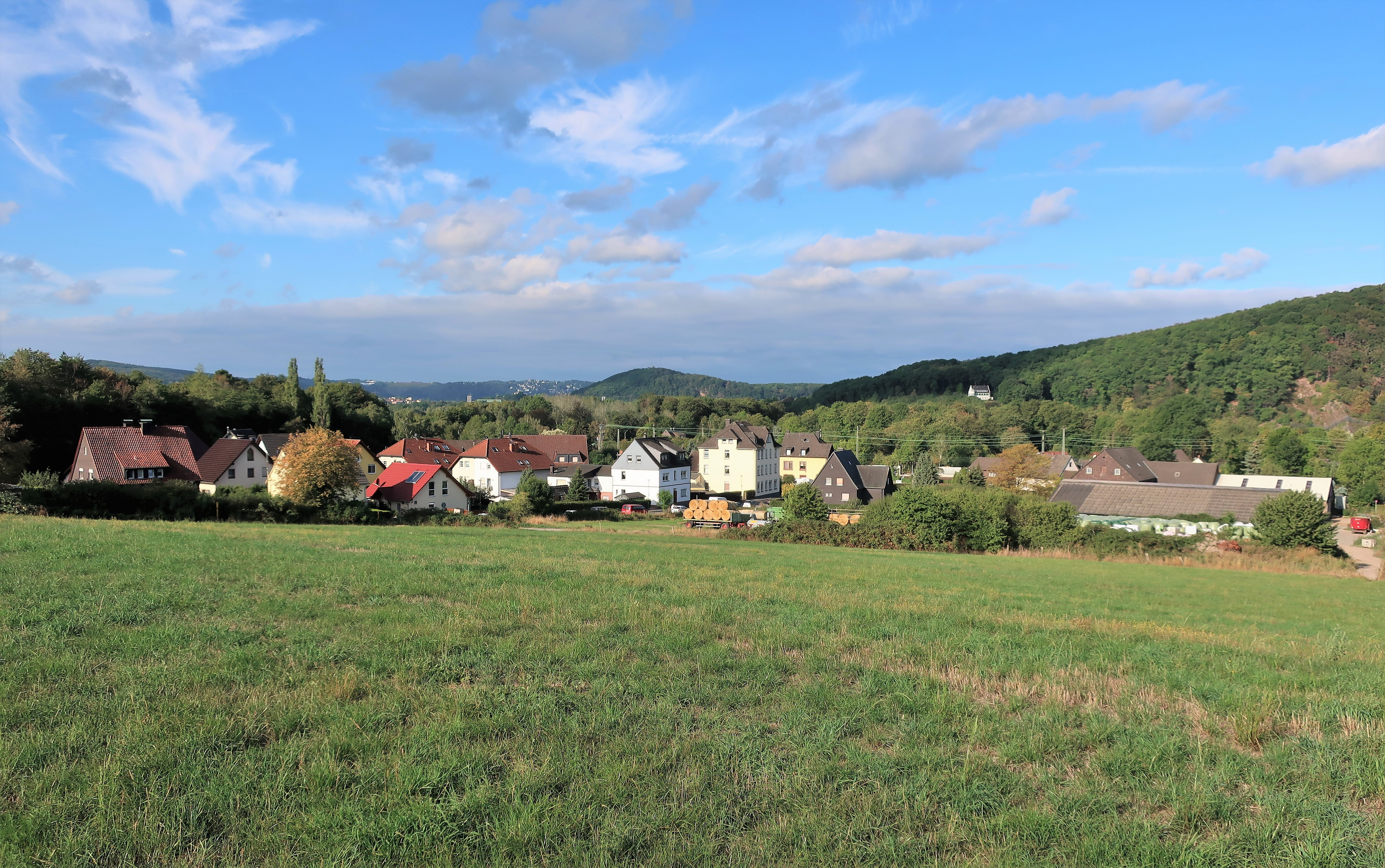
Blick auf Hagen-Hengstey

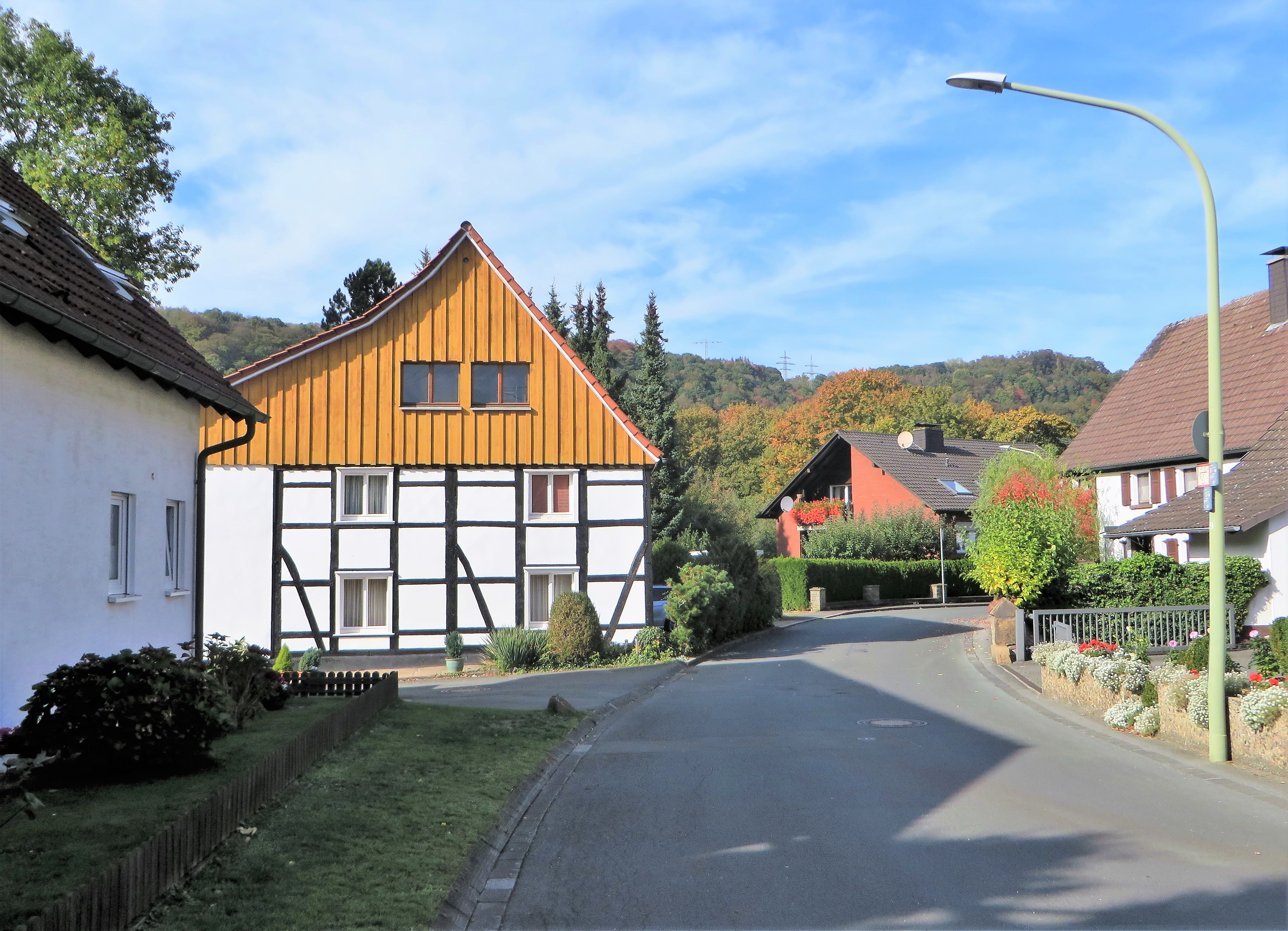
Blick in die Seestraße

Hengstey ist ein Ortsteil im Stadtbezirk Hagen-Nord der kreisfreien Großstadt Hagen in Nordrhein-Westfalen.

## Geografie
Hengstey liegt im südlichen Uferbereich des Hengsteysees auf 108 m Höhe der unteren Mittelterrasse der Ruhr und grenzt im Norden an Dortmund und im Westen an Herdecke. Hier befindet sich auch das Laufwasserkraftwerk Hengstey. Östlich liegt das „Landschaftsschutzgebiet Auf dem Böhfelde“, das Naturschutzgebiet Uhlenbruch und der Ortsteil Bathey. Südöstlich liegt der Stadtteil Boele und südlich das Wasserwerk Hengstey mit der Wassergewinnungsanlage der Stadt Hagen. Durch Hengstey führt die Bundesautobahn 1 und die Bahnstrecke Hagen–Hamm.

## Geschichte
Erstmals wurde Hengstey 1229 als Hemstede in dem Güter- und Einkünfteregister des Frauenkonvents und späteren adligen Herdecker Damenstifts erwähnt. Später gehörte Hengstey den Adelsfamilien von Volmerstein und von der Recke. In deren Lehnsbüchern sind zwischen 1313 und 1432 Eintragungen über ein Gut, mehrere Höfe und Kotten in Hemsteden aufgeführt. Mit dem als Overhof genannten Gut war der Ritter Everhard von Ovelacker belehnt. Die einflussreiche Adelsfamilie von Ovelacker besaß im Kirchspiel Boele außer den Volmersteiner Lehen auch Eigengut. Ihr Wohnsitz Haus Niedernhofen befand sich an der Ruhr zwischen Hengstey und Bathey. Im Jahre 1716 starb die Linie der Ovelacker-Niedernhofen im Mannesstamm aus. Die Reste des Adelssitzes liegen heute auf dem Grund des Ende der 1920er Jahre angelegten Hengsteysees.
Hengstey war ehemals eine eigene Bauerschaft und gehörte im Amt Wetter, Kirchspiel Boele und Gericht Hagen zur Grafschaft Mark. Im Schatzbuch der Grafschaft Mark von 1486 werden in der Burschop Hemsteden acht steuerpflichtige Hofbesitzer mit einer Abgabe zwischen 1 Orth (= ¼ Goldgulden) und 6 Goldgulden genannt. Darunter auch Hanß eyn huyß (Einhaus) mit 2 Goldgulden Abgabe, nach dem heute in Hengstey die Einhausstraße benannt ist. Der im Schatzbuch aufgeführte Hanß Bloetstychtz (Blote) mit einer Abgabe von 6 Goldgulden, zahlte zudem 2 Stüver 3 Pfennige Hofgeld an das Herdecker Stift. Laut Schatzzettel von 1631 hatten in der Bauerschaft 16 Bewohner zwischen 1 Orth und 4 Taler Steuern zu zahlen. Im Jahr 1705 gab es in Hengstey 12 Steuerpflichtige mit einer Abgabe an die Rentei Wetter von 6 Rtl. bis 32 Rtl. (Einhaus). Der Ortsname Hemstede/Hengstey kann als „Heimstätte“ gedeutet werden.
Die größeren Höfe in Hengstey waren: Alfsmann (1645, Pachtkotten von Ovelacker), Beckmann-Saldermann (vor 1400, Pachthof von Ovelacker), Düllmann-Beckehoff (1408, Pachthof von Bönen, später Stiftskirche Herdecke), Durst (1645, Erbpachtkotten von Ovelacker), Külpmann (1400, Eigengut von der Recke), Einhaus (um 1400, Eigengut von Ovelacker, 1424 geschenkt an Stiftskirche Herdecke), Osthoff-Schürmann (1408, Pachtkotten von Ovelacker) und Storcksdieck-Hülsberg (1408, Besitz von der Recke). Weitere Besitzungen in Hengstey waren: Blote, Fischer, Schülmann, Hüser, Luig und Hedtfeld. Blote war der Stiftskirche Herdecke pflichtig, alle anderen den von Ovelacker zu Niedernhofen.
Bis 1705 gehörte Hengstey als selbständige Gemeinde zum Gericht Hagen, Amt Wetter, ab 1753 zum Kreis Wetter. 1809 war Hengstey Teil der Munizipalität Boele, Kanton und Arrondissement Hagen. Seit 1817 gehörte es zur Bürgermeisterei Boele, Kreis Hagen. Seit dem 1. August 1929 gehört Hengstey zur kreisfreien Stadt Hagen.
In Hengstey befand sich in der Zeit vom 3. September 1939 bis April 1945 ein Reichsarbeitsdienst-Lager der Organisation Todt, in dem bei der Lagerauflösung 350 Personen untergebracht waren: 276 Holländer, 1 Italiener, 8 Jugoslawen, 65 Ungarn, die für den Bau der Reichsautobahn abgestellt waren.
In Hengstey befindet sich heute eins von zwei Hagener Freibädern, das im Jahr 2002 32.572 Besucher verzeichnete.

## Persönlichkeiten
- Theodor Henrich Rahlenbeck (1784–1864), Laienprediger und Kämpfer gegen Alkoholmissbrauch